# Korolówka
Korolówka – wieś w Polsce położona w województwie lubelskim, w powiecie włodawskim, w gminie Włodawa Leży w odległości 6 km od Włodawy.

## Części wsi
| SIMC    | Nazwa    | Rodzaj    |
| ------- | -------- | --------- |
| 1026243 | Wola     | część wsi |
| 1026272 | Zarzecze | część wsi |

W latach 1975–1998 miejscowość administracyjnie należała do województwa chełmskiego.
Wieś jest sołectwem w gminy Włodawa. Według Narodowego Spisu Powszechnego z roku 2011 wieś liczyła 332 mieszkańców.
W Korolówce urodziła się Marta Aluchna-Emelianow.
Wierni Kościoła rzymskokatolickiego należą do parafii Najświętszego Serca Jezusowego we Włodawie.